# Orthonama ignifera
Orthonama ignifera är en fjärilsart som beskrevs av W. Warren 1906. Orthonama ignifera ingår i släktet Orthonama och familjen mätare. Inga underarter finns listade i Catalogue of Life.